# 관덕정
제주 관덕정(濟州 觀德亭)은 대한민국 제주특별자치도 제주시 삼도2동에 있는 조선 시대의 누정이다. 1963년 1월 21일 대한민국의 보물 제322호로 지정되었다.
제주 시내 중심부에 있으며 제주에서 가장 오래된 건물 중의 하나로, 제주목 관아 시설과 함께 있어 오랫동안 제주도를 상징하는 건물이자 제주 광장 문화의 터전이었다.

## 개요
관덕정은 세종(世宗) 30년(1448년)에 제주 목사 신숙청이 군사 훈련을 위해 지었다. 관덕(觀德)이란 이름은 유교 경전 《예기》 사의 편에 사자소이관성덕야(射者所以觀盛德也, 활을 쏘는 것은 높고 훌륭한 덕을 쌓는 것이다)의 대목에서 유래했다. 처음에는 3칸 건물이었지만, 이후 조선 중·후기에 여러 번 중수와 개축 과정을 거쳤다. 현재 남아있는 것은 17세기 전후에 수리된 건축 형태의 정면 5칸, 옆면 4칸의 단층 팔작지붕 양식으로 처마가 길고 건물 높이가 낮은 제주도 건축의 특징을 갖추고 있다.
일제 강점기인 1924년(당시 도사: 마에다 요시지)에 옆으로 도로가 내면서 주변 도로에 처마가 걸린다는 이유로 15척(454.5cm)이나 되던 긴 처마의 끝부분 2척(60.6cm)이 잘려 나가는 피해를 입었다.
건물은 사방이 탁 트여 있고 처마를 받치기 위한 익공이 기둥마다 두 개씩 설치되어 있다. 해방 이후 한동안 미국공보원, 국민회가 사용하였으나 1959년 3월 9일 국보 제478호로 지정되면서 내부를 비웠다. 1963년 1월 21일 보물 제322호로 재지정되었다. 1969년에 제10차 중수를 거친 후 그 상태를 유지하다가 2003년부터 2006년까지 대대적인 보수를 거치고 일반에게 공개되었다.
관덕정 앞 광장은 이재수의 난(1901년), 3·1절 발포사건(1946년) 등 제주 근현대사에서 빼놓을 수 없는 곳이기도 하다. 민군을 이끌고 제주성에 입성한 이재수는 관덕정 앞에서 평소 징세관의 하수인으로, 또는 프랑스 선교사의 위세를 업고 제주 도민을 업신여기던 자들을 색출해 3백여 명이나 처형하였다. 4.3사건 당시 제주 남로당 소속 재산(在山)유격대의 대장(장두)이었던 이덕구의 시체가 이곳 관덕정 앞에 내걸려 대중들 앞에 전시되었다.
관덕정의 현판은 신석조(辛碩祖)의 《관덕정기》(觀德亭記)에는 세종의 셋째 왕자인 안평대군(安平大君)의 글씨로 알려져 있으나, 김상헌의 《남사록》(南槎錄)에는 선조 34년(1601년)에 그 현판이 불타 없어져서 이산해가 쓴 현판을 걸었다고 한다. 관덕정 내부 서쪽 들보에는 정조 4년(1780) 제주목사 김영수가 쓴 '탐라형승', 고종 19년(1882년) 제주방어사 박선양이 쓴 '호남제일루' 현판이 걸려 있으며, 남쪽과 북쪽 들보의 상산사호(商山四皓), 취과양주귤만교(醉過楊州橘滿轎), 적벽대첩도(赤壁大捷圖), 대수렵도(大狩獵圖), 십장생도(十長生圖) 등의 그림이 그려져 있다.

## 연혁
- 세종 30년(1448년): 제주 목사 신숙청이 처음 창건.
- 성종(成宗) 11년(1480년): 목사 양찬이 중수.
- 명종(明宗) 14년(1559년): 목사 이영이 중수.
- 숙종(肅宗) 16년(1690년): 목사 이우항이 중수.
- 숙종 28년(1702년) 6월 7일: 목사 이형상, 관덕정 앞에서 조정에 바칠 공마 433필을 점검함(탐라순력도 중 '공마봉진')
  - 6월 17일: 관덕정 앞에서 승보시가 열림(탐라순력도 중 '승보시사').
  - 11월 17일: 관덕정 앞에서 제주목사가 관하 각 관리의 치적을 심사함(탐라순력도 중 '제주전최')
  - 11월 20일: 제주의 신당과 사찰을 불사르고, 관리들이 모여 조정을 향해 배례함(탐라순력도 중 '건포배은')
  - 11월 28일: 관덕정 앞에서 제주의 토관이 모여 활쏘기를 함(탐라순력도 중 '제주사회')
- 영조(英祖) 29년(1753년): 목사 김몽규가 중수.
- 정조(正祖) 2년(1778년): 목사 황최언이 중수.
- 순조(純祖) 33년(1833년): 목사 한응활이 중수.
- 철종(哲宗) 2년(1851년): 목사 이현공이 중수.
- 고종(高宗) 19년(1882년): 목사 박선양이 중수.
- 광무(光武) 5년(1901년): 제주성에 입성한 이재수가 관덕정 앞에서 징세관의 앞잡이와 징세관을 처형함.
- 1922년 7월 18일: 제주기독청년회 주최 자선음악연주회 열림.
- 1924년 1월 9일: 관덕정 수리를 위한 비용 징수.
- 1925년 2월 8일: 보천교성토회를 중심으로 보천교 성토강연회가 열림.
- 1930년 7월 16일: 경성세의전학생결핵예방회 주최로 결핵예방강연회가 열림.
- 1947년 2월 10일: 제주의 중학생들이 모여 미군정에 반대하여 양과자를 먹지 말자는 시위를 벌임(양과자 반대시위).
  - 3월 1일: 3.1절 기념식 도중에 경찰의 발포로 6명이 숨지고 6명이 부상(삼일절 발포사건).
- 1949년 4월 9일: 제주를 방문한 이승만 당시 대통령의 환영대회가 열림.
  - 6월 8일: 군경과의 교전 중에 사망한 한라산 남로당 무장대 사령관 이덕구의 시체가 관덕정 앞에 내걸림.
- 1959년 3월 10일: 문교부에서 국보 제478호로 지정(제주 관내에서는 최초로 국보로 지정된 사례).
- 1961년 2월 14일: 조병옥 박사 1주기 추도식이 열림.
  - 4월 19일: 4.19 혁명 1주기 기념식이 열림(이후 매년 개최).
- 1962년 4월 29일: 한국예술문화단체총연합회 제주도지부(제주예총) 창립총회가 관덕정(당시 미국공보원)에서 열림.
- 1963년 1월 21일: 보물 제322호로 재지정.
  - 10월 9일: 민정당의 선거연설회가 열리고, 군부의 군정을 종식시켜야 함을 성토함.
- 1964년 12월 5일: 일본 어선과 경비정의 영해 침범을 규탄하는 제주 대학생 성토대회가 열림.
- 1972년 7월 26일: 제주를 휩쓴 태풍으로 관덕정의 지붕 일부가 붕괴되고, 현판이 날아감.
- 1985년 10월 4일: 제24회 한라문화제(1985.10.4~10.7)의 행사 프로그램 가운데 하나인 한라산신제가 열림.
- 1993년 5월 15일: 한국대학총학생회연합과 민주주의민족통일전국연합 등이 주도하여 김영삼 당시 대통령의 광주 담화를 비난하고 5.18의 진상규명을 촉구, 책임자 처벌을 요구하는 대회가 열림(광양교차로까지 거리행진).
  - 12월 1일: 제주지역 총학생회협의회[2] 소속 대학생 1천여 명, 관덕정 광장에서 감귤 및 농축산물 수입개방 저지를 위한 제2차 도민궐기대회를 개최.
- 1994년 4월 8일: 제주 지역 대학생 7백여 명이 관덕정에서 우루과이라운드 비준을 반대하는 결의대회를 열고 거리행진을 벌임.
  - 5월 17일: 제주도내 4개 대학생 2백여 명이 관덕정 앞 광장에서 '5.18 광주 민중항쟁 정신 계승을 위한 제총협 진군대회'를 갖고, 광주항쟁의 진상규명과 진압 책임자 처벌을 촉구.
- 1995년 10월 7일: 민주주의민족통일전국연합 제주연합 소속 회원과 대학생이 모인 '5.18 관련 학살자 처벌을 위한 실천대회'를 열어 5.18 특별법 제정과 특별검사제 제정 등을 촉구함.
  - 12월 1일: 학생과 시민 2백여 명, 관덕정 앞 광장에서 궐기대회를 열고 특별검사제 도입과 대선자금 공개를 요구함.
- 1997년 8월 14일: 관덕정 뒤편에서 고 모씨(당시 32세, 여)의 변사체가 발견(관덕정 살인사건).[3]
- 1999년 1월 2일: 중단 74년만에 제주입춘굿놀이 복원 행사 열림(이후 매년 입춘일에 거행).
  - 4월 2일: 제주대생 150여 명, '4.3 진상규명과 미국에 의한 전쟁책동 분쇄 및 경제침탈 종식을 위한 총궐기대회' 개최.
  - 7월: 제주목 관아 복원 공사로 관덕정 앞의 분수대가 헐림.
  - 10월 30일: 제주도내 9개 시민단체 회원 70여 명, '국가보안법 철폐 도민대회' 개최.
- 2001년 2월 4일: 관덕정 앞 탐라입춘굿놀이 행사 현장에서 '2001 지역문화의 해' 출범식 개최.
- 2005년 12월 29일: 관덕정 해체 복원(~2006.8.8) 상량식 열림.
- 2006년 8월 8일: 관덕정 해체 복원 공사 완료.

## 갤러리

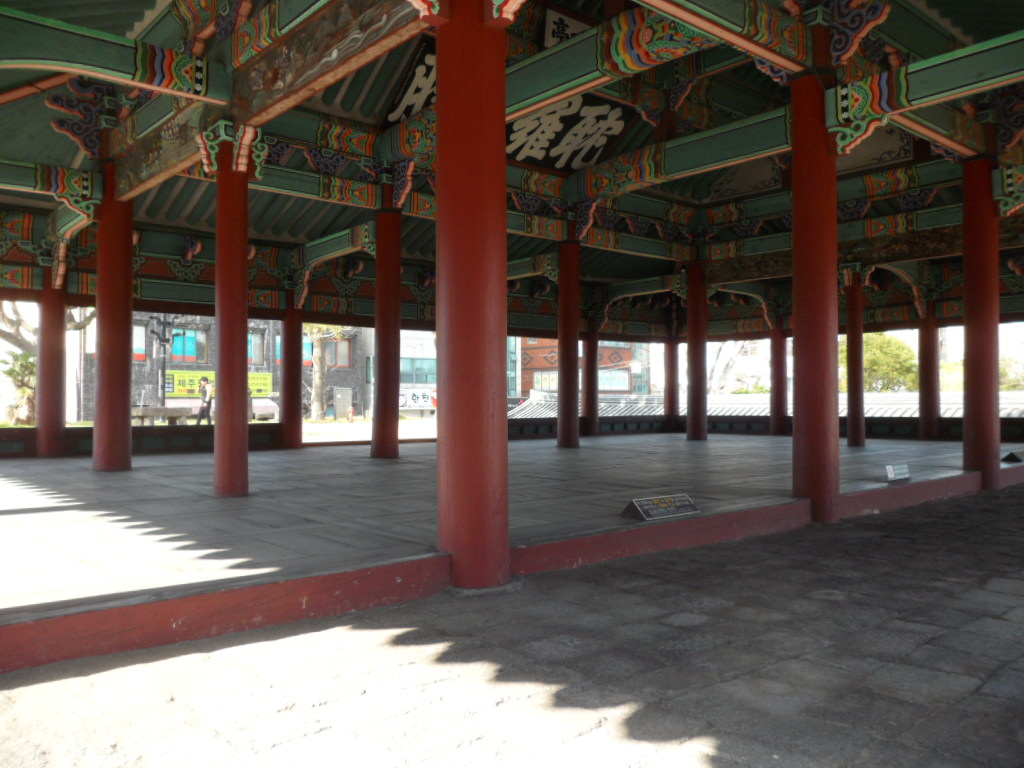
관덕정 내부
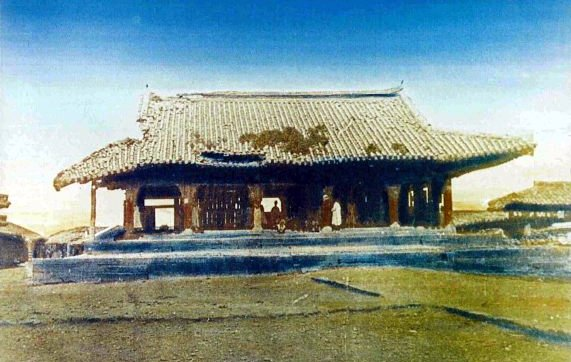
관덕정의 옛 모습
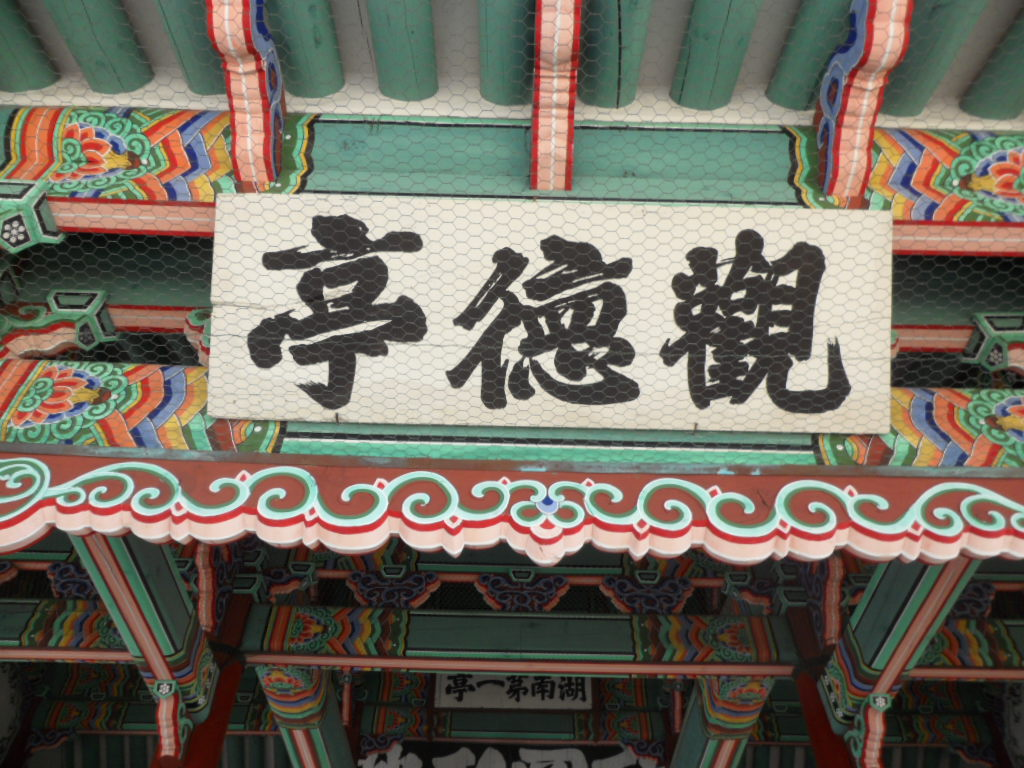
관덕정의 현판(밖)
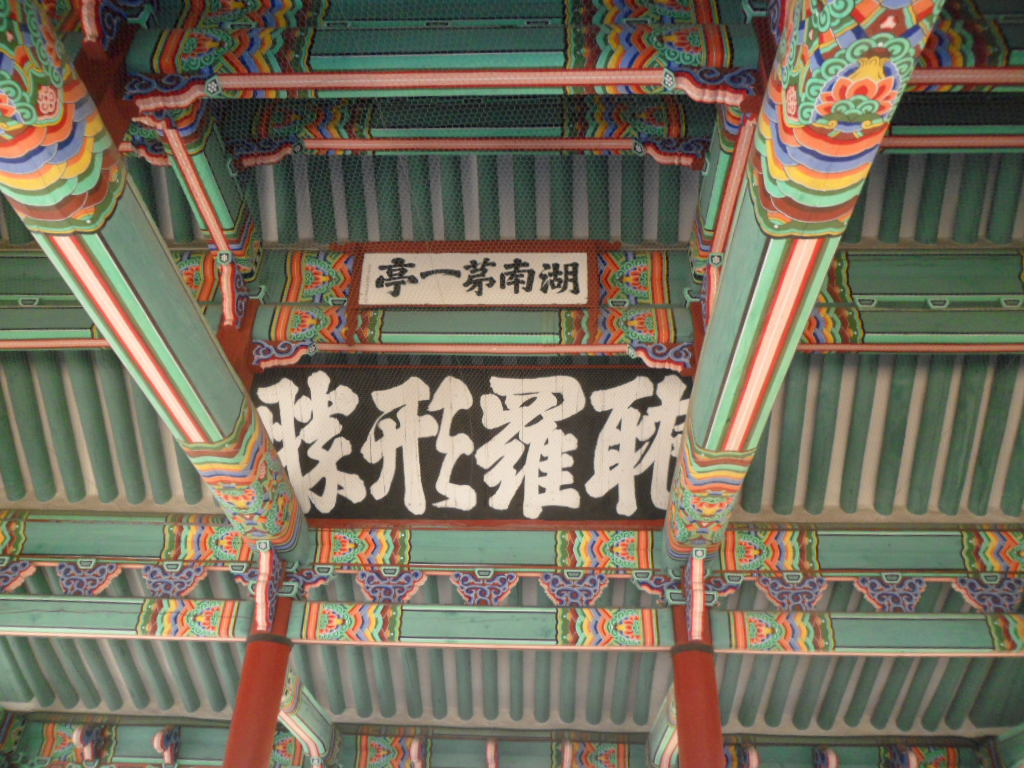
관덕정의 현판(안)

## 같이 보기
- 제주목 관아

## 참고 자료
- 〈관덕정〉. 《디지털제주문화대전》. 2013년 1월 20일에 확인함.[깨진 링크(과거 내용 찾기)]
- 제주 관덕정 - 국가유산청 국가유산포털
- 위키미디어 공용에 관덕정 관련 미디어 분류가 있습니다.